# Tullio Levi-Civita

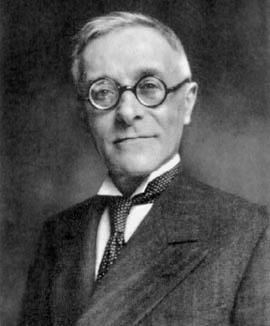
Tullio Levi-Civita in de jaren 1920

Tullio Levi-Civita (Padua, 29 maart 1873 - Rome, 29 december 1941) was een Italiaans wiskundige, die het meest bekend is voor zijn werk op het gebied van de absolute differentiaalrekening (tensorrekening) en haar toepassingen op het gebied van de relativiteitstheorie, maar die ook belangrijke bijdragen op andere gebieden heeft geleverd. Hij was een leerling van Gregorio Ricci-Curbastro, de uitvinder van tensorrekening. Zijn werk omvatte fundamentele artikelen in zowel de zuivere als de toegepaste wiskunde, hemelmechanica (met name het drielichamenprobleem) en de hydrodynamica.

## Carrière
Levi-Civita behaalde zijn diploma aan de universiteit van Padua. Daarna studeerde hij kort in Bologna en gaf les in Pavia. In 1918 werd hij benoemd tot hoogleraar in de Hogere Analyse, en later in de Analytische Mechanica, aan de universiteit van Rome.

## Politiek
Hij maakte nooit een geheim van zijn socialistische overtuiging, maar hield politiek en academisch werk altijd strikt gescheiden. Tijdens de Eerste Wereldoorlog bleef hij pacifist, en in tegenstelling tot sommige andere Italiaanse wiskundigen weigerde hij het contact te verbreken met Duitse collega's. In 1925 ondertekende hij mee een manifest tegen de (fascistische) politisering van cultuur en wetenschap. In 1932 werd universiteitsprofessoren verzocht trouw te zweren aan het fascistische regime. Vito Volterra weigerde en werd ontslagen. Levi-Civita legde de eed af onder protest. In 1938 kwamen in Italië anti-Joodse wetten in voege. Levi-Civita, Guido Fubini, Beppo Levi en vele andere topwiskundigen verloren hun aanstelling. Later dat jaar werd Levi-Civita verwijderd uit de redactie van de Annali di Matematica en van het Zentralblatt für Mathematik und ihre Grenzgebiete

## Referentie
1. 1 2  Angelo Guerraggio en Pietro Nastasi, "Italian Mathematics Between the Two World Wars," Birkhäuser 2006.